# Paul Sarossy
Paul Sarossy, né le 24 avril 1963 à Barrie, est un directeur de la photographie canadien.

## Biographie
Paul Sarossy est surtout célèbre pour être le directeur de la photographie du cinéaste canadien Atom Egoyan sur 9 longs-métrages, 1 court-métrage et un film pour la télévision.
Il a réalisé un film policier en 2001, Killing Angel (Mr In-Between), son unique réalisation à ce jour.

## Filmographie
- 1989 : Speaking Parts d'Atom Egoyan
- 1990 : Nuclear Mutant de Craig Pryce
- 1990 : White Room de Patricia Rozema
- 1990 : Terminal City Ricochet de Zale Dalen
- 1991 : The Adjuster d'Atom Egoyan
- 1991 : Masala de Srinivas Krishna
- 1992 : Montréal vu par... de Denys Arcand, Michel Brault, Atom Egoyan, Jacques Leduc, Léa Pool et Patricia Rozema
- 1992 : Giant Steps de Richard Rose
- 1993 : De l’amour et des restes humains (Love and Human Remains) de Denys Arcand
- 1993 : Ordinary Magic de Giles Walker
- 1994 : Exotica d'Atom Egoyan
- 1994 : Satie and Suzanne de Tim Southam
- 1995 : Blood and Donuts de Holly Dale
- 1996 : Lulu de Srinivas Krishna
- 1997 : Affliction de Paul Schrader
- 1997 : De beaux lendemains (The Sweet Hereafter) d'Atom Egoyan
- 1997 : Trait pour trait (Perfect Picture) de Glenn Gordon Caron
- 1998 : Pete's Meteor de Joe O'Byrne
- 1998 : Jerry and Tom de Saul Rubinek
- 1999 : Le Voyage de Félicia (Felicia's Journey) d'Atom Egoyan
- 2000 : Duos d'un jour (Duets) de Bruce Paltrow
- 2000 : Lakeboat de Joe Mantegna
- 2001 : On the Nose de David Caffrey
- 2001 : Killing Angel (Mr In-Between)
- 2002 : La Voie du destin (Perfect Pie) de Barbara Willis Sweete
- 2002 : Paid in Full de Charles Stone III (en)
- 2002 : Ararat d'Atom Egoyan
- 2004 : Nous étions libres  (Head in the Clouds) de John Duigan
- 2005 : Mr. Ripley et les Ombres (Ripley Under Ground) de Roger Spottiswoode
- 2005 : Black Widow de Giada Colagrande
- 2005 : The River King de Nick Willing
- 2005 : La Vérité nue (Where The Truth Lies) d'Atom Egoyan
- 2006 : One Way de Reto Salimbeni
- 2006 : The Wicker Man de Neil LaBute
- 2007 : Si j'étais toi (The Secret) de Vincent Perez
- 2007 : All Hat de Leonard Farlinger
- 2007 : Charlie Bartlett de Jon Poll
- 2008 : Adoration d'Atom Egoyan
- 2008 : Le Deal (The Deal) de Steven Schachter
- 2009 : Chloé d'Atom Egoyan
- 2009 : The Duel de Dover Kosashvili
- 2010 : A Flesh Offering de Jeremy Torrie
- 2010 : Act of Dishonour de Nelofer Pazira
- 2013 : Les Trois Crimes de West Memphis (The Devil's Knot) d'Atom Egoyan
- 2014 : Captives (The Captive) d'Atom Egoyan
- 2015 : Remember d'Atom Egoyan
- 2023 : Seven Veils d'Atom Egoyan
- 2024 : Longing de Savi Gabizon